# Обструкціонізм
Обструкціонізм (лат. obstructio) — назва одного з видів боротьби парламентської меншості з більшістю, що полягає в тому, що опозиція всіма доступними їй засобами намагається загальмувати дії більшості. Цій меті слугують довгі промови представників опозиції, що затягують засідання, нескінченні поправки, запропоновані до кожного законопроєкту більшості, інтерпеляції і раптові пропозиції, що заважають розглядати поточні справи, вимога поіменних голосувань з незначних питань тощо. Змушуючи більшість палати витрачати занадто багато часу на обговорення законопроєктів, обструкціонізм має на меті викликати у виборців недовіру до сил більшості і тим викликати поворот у громадській думці на користь опозиції. При занадто наполегливому обструкціонізмі, що заважає якому б то не було рішенню парламенту, всяка парламентська діяльність стає марною і може виявитися цілковито безплідною.

## Приклади
Одним з перших і яскравих прикладів обструкції можна вважати промову Катона при розгляді в сенаті Риму прохання надати друзям Юлія Цезаря право виставити його кандидатуру на майбутніх виборах (сам він не міг цього зробити). Багато сенаторів вже були готові підтримати Цезаря, і тому Катон влаштував обструкцію, виголосивши промову, яка зайняла весь час засідання, на голосування часу не залишилося.
Обструкціоністами стали називатися насамперед ірландські члени парламенту на чолі з Чарльзом Парнеллом, які в 1879 році намагалися компенсувати довгими виступами відсутність свого впливу через нечисленність. Їх дії призвели до корінної зміни всього діловодства палати (1887).
В Сполучених Штатах противники скасування шерманівських законів про срібло (1893) шляхом обструкціонізму домоглися краху цих спроб.
В 1897 році обструкціонізм німецької ліберальної партії проти клерикально-слов'янської більшості призвів до закриття сесії австрійського Райхсрату.